# Peter Abrahams (Schriftsteller, 1919)

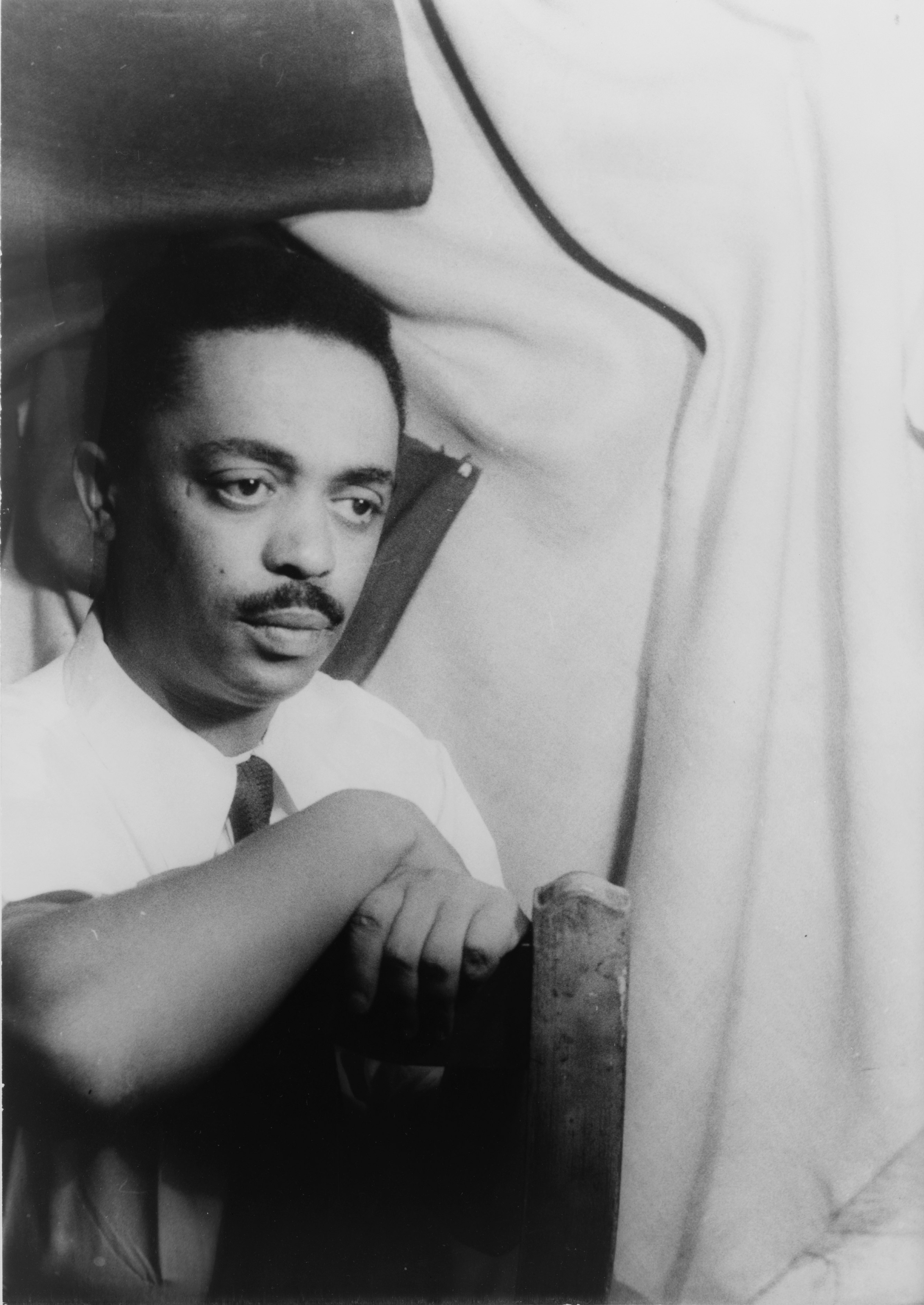
Peter Abrahams 1955

Peter Henry Abrahams Deras (* 19. März 1919 in Vrededorp, Johannesburg, Südafrikanische Union; † 18. Januar 2017 in Rock Hall, Saint Andrew Parish, Jamaika) war ein südafrikanischer Journalist und Schriftsteller.

## Leben
Abrahams wurde 1919 als Sohn des Äthiopiers James Henry Abrahams Deras und der Südafrikanerin Angelina Du Plessis, die afrikanischer und französischer Abstammung war, geboren. Abrahams galt somit als Coloured. Sein Vater starb, als er noch ein Kind war, und er wuchs in großer Armut auf. Er musste für den Unterhalt seiner Familie arbeiten, noch bevor er zehn Jahre alt war; unter anderem verkaufte er Feuerholz, reinigte Hotelzimmer und trug Pakete aus. Die Möglichkeit einer Schulbildung bekam er erst spät, lernte aber schnell und schrieb mit elf Jahren seine erste Geschichte.
Durch ein Stipendium konnte er die Highschool St. Peter’s College in Johannesburg besuchen und machte dann eine Ausbildung als Lehrer im Grace Dieu Diocesan Training College bei Pietersburg. Während seiner Collegezeit veröffentlichte er erstmals Texte und Gedichte in der Zeitung Bantu World. Er machte seinen Abschluss 1938. Er arbeitete ein Jahr als Lehrer in Kapstadt und kurz als Redakteur eines Magazins in Durban. Er wurde wegen Landesverrats angeklagt und nahm eine Stelle als Heizer auf einem Schiff an. Nach zweijährigem Reisen landete er in England und ließ sich als Autor nieder. Seine erste Kurzgeschichtensammlung Dark Testament erschien 1942, sein erster Roman Song of the City 1945. Das Thema seiner Werke war vor allem das Leben in Südafrika unter der weißen Vorherrschaft. 1956 zog er nach Jamaika, um ein Buch für das British Colonial Office zu verfassen; er ließ sich dort dauerhaft nieder.
Abrahams war Mitglied der Society of Authors und PEN-Club. Er war ab 1948 zum zweiten Mal verheiratet; mit seiner zweiten Frau hatte er drei gemeinsame Kinder. Am 18. Januar 2017 im Alter von 97 Jahren wurde er tot in seinem Haus aufgefunden; es gab Spuren eines Gewaltverbrechens. Am 7. Oktober 2018 wurde der Ehemann seiner Haushälterin wegen Totschlags zu sieben Jahren Haft verurteilt.

## Sonstiges
Die Handlung des Ballettstücks Der Pfad des Donners beruht auf Abrahams Roman The Path of Thunder.

## Werke
- Dark Testament, G. Allen 1942
- Song of the City, Crisp 1945
- Mine Boy, 1946; dt.: Schwarzer Mann im weißen Dschungel, 1961, und Xuma, 1994
- The Path of Thunder, 1948; dt.: Reiter der Nacht, 1957
- Wild Conquest, 1950; dt.: Wilder Weg, 1952
  - Auszug, Übers. Elisabeth Schnack: Bayete, in Die schönsten Erzählungen der Welt. Bd. 2. Kurt Desch, Wien 1956, S. 610–679
- Tell Freedom: Memories of Africa, 1954; dt.: Dort, wo die weißen Schatten fallen, 1956
- A Wreath for Udomo, 1956
- A Night of Their Own, 1965
- This Island Now, 1966
- The View from Coyaba, 1985
- The Black Experience in the 20th Century: An Autobiography and Meditation, 2000